# Dioxyde de tellure
Le dioxyde de tellure (TeO2) est un oxyde de tellure. Il se rencontre sous trois formes différentes :
- le tétragone synthétique et incolore qu'est la paratellurite, α-TeO2[3]. La plupart des informations concernant les réactions chimiques ont été obtenues par des études relatives à la paratellurite[4] ;
- la tellurite β-TeO2, un minéral jaunâtre ;
- γ-TeO2, métastable, de structure orthorhombique : groupe d'espace P212121 (no  18) avec a = 489,8 pm, b = 857,6 pm, c =  435,1 pm et Z (nombre d'unités par maille) = 4[5].